# Claude Mourthé
Claude Mourthé, né le 6 mars 1932 à Cazères (Haute-Garonne) et mort le 13 mars 2024 à Agen, est un écrivain, traducteur et réalisateur de télévision et de radio français.

## Biographie
Études de lettres à l'université de Toulouse. Licence en lettres modernes. Acteur puis metteur en scène de théâtre (directeur-fondateur du Théâtre d'essai de Toulouse), Claude Mourthé devient réalisateur à la radio (1959 à 1993 - Prix du meilleur réalisateur 1960) et à la télévision (TF1 : 1974-1989),. Il a été réalisateur et producteur sur France Culture, où il a animé des émissions telles que Un livre, des voix (jusqu'en 1999), Marque-Pages et Attention à la littérature. Membre du jury de plusieurs prix littéraires (Prix Cazes, Giono, Nimier, Max-Pol Fouchet), il a été critique au Magazine littéraire (premiers romans) et au Figaro Magazine.
Claude Mourthé est l'auteur d'une douzaine d'ouvrages, dont Soudain l'éternité, prix Chateaubriand et du rayonnement français. Il a reçu le prix Apollinaire 1999 pour son recueil Dit plus bas. Au théâtre, il a reçu le prix du Casino d'Enghien-SACD pour sa pièce Le Questionnaire (1969) créée la même année dans une mise en scène de Raymond Paquet et un décor de Sempé, avec Maurice Chevit et Pierre Hatet.
Claude est le père du photographe Christophe Mourthé et de Virginie Mourthé, auteure et réalisatrice.
Son fils Christophe annonce sa mort sur Facebook le 13 mars 2024.

## Œuvres

### Romans
- La Caméra, Gallimard, 1970 Bourse del Duca
- Amour noir, Gallimard, 1971
- Lettre à un mort, Paris, Denoël, coll. « Super crime-club », n° 297, 1971
- L'enlèvement, Gallimard, 1972
- Un pas dans la forêt, Gallimard, 1976  grand prix du roman de la Société des gens de lettres
- Le Temps des fugues, Gallimard, 1980  prix Valentine-de-Wolmar de l'Académie française en 1981
- L'Amour parfait, La Table ronde, 1986  prix Pierre-de-Régnier de l'Académie française en 1987
- Le printemps fou, La Table ronde, 1992
- Une mort de théâtre (roman), Julliard, 1994  prix Renaudot des lycéens
- Paysage changeant (nouvelles), Le Castor astral, 1996
- La Perspective amoureuse, Le Rocher, 1996
- Un état de mélancolie, Monaco, Éd. du Rocher, 1997, 249 p.  (ISBN 2-268-02657-4)
- Soudain, l'éternité, Monaco, Éd. du Rocher, 1998, 170 p.  (ISBN 2-268-02999-9) prix Chateaubriand

### Poésie
- Nuit demeure, Cherche midi éditeur, 1994
- Dit plus bas, Castor astral, 1999  prix Guillaume-Apollinaire
- Voici l'homme, La Bartavelle, 2000
- Engrammes, Castor astral, 2002
- Opus incertain, Éd. Alcyone, 2018

### Essais
- Giono l'Italien (essai), Le Rocher, 1995
- Shakespeare (biographie), Folio, 2006, rééd. 2008
- Shakespeare, scènes célèbres, Folio, 2008 et 2016
- Shakespeare, Comme il vous plaira, Folio, 2016

### Traductions
- La Chanson de la Croisade albigeoise, trad. de l'occitan, Les Belles Lettres, 2018

et en collaboration avec Anny Mourthé :
- Jean Justice, Le Crime de la route A6 (Murder versus murder), Paris, R. Laffont, 1968, 343 p.
- Laird Koenig, Attention, les enfants regardent, Hachette (1972).
- Herbert Lieberman, La Mainmise (Crawlspace, trad. avec Anny Mourthé), Paris, Denoël, coll. « Arc-en-ciel », 1972, 317 p.
- John Gardner, L’Homme-Soleil (The Sunlight dialogues, trad. avec Anny Mourthé), Paris, Denoël, coll. « Arc-en-ciel », 1974, rééd. 2014.
- J. P. Donleavy, Mangeurs d'oignons (Onion eaters) avec Anny Mourthé), Paris, Denoël, coll. « Arc-en-ciel », 1976, 292 p.
- Frederick Forsyth, Les Chiens de guerre (The Dogs of war, trad. avec Anny Mourthé), Mercure de France). Rééd. Paris, Gallimard, coll. « Folio », n° 1124, 1979, 625 p.  (ISBN 2-07-037124-7)
- Herbert Lieberman, La Maison près des marais, Paris, Éditions du Seuil, 1984, 316 p.  (ISBN 2-02-006755-2). Rééd. Paris, Éd. du Seuil, coll. « Points. Roman », n° 311, 1988, 316 p.  (ISBN 2-02-010038-X)
- Laird Koenig, Soleil levant (Rising Sun, 1986) / trad. avec Anny Mourthé. Paris, la Table ronde, 1989, 332 p.  (ISBN 2-7103-0383-3) ; dans Laird Kœnig-2, Éd. du Masque, coll. Les Intégrales du Masque, 1996, p. 661-920.
- Intégrale Sonnets de Shakespeare, Éd. de l'Atlantique, 2009 - Éd. Alcyone, 2016 - Et dans La Pléiade poésie Shakespeare Gallimard, 2021.
- Rudyard Kipling, Histoires comme ça, Folio bilingue, 2011
- Laird Koenig, La Maison au bout de la mer (The Sea Wife, 1986). Paris, La Table Ronde, 1985 ; rééd. Gallimard, coll. « Folio », n° 1843, 1987 ; Maxi-Livres, 1995 ; dans Laird Kœnig-2, Éd. du Masque, coll. « Les Intégrales du Masque », 1996, p. 425-660.

## Décorations
- Croix de la Valeur militaire
- Officier de l'ordre des Arts et des Lettres